# Checlesaht
Checlesaht (Checleset, Chaicclesaht, Chek’tles7et’h’, Chickliset), pleme američkih Indijanaca iz grupe Nootka, porodica Wakashan, s Ououkinsh i Nasparti Inleta na otoku Vancouver u kanadskoj provinciji Britanska Kolumbija. Swanton ih naziva imenom Chaicclesaht i navodi njihovo jedino selo Acous. Danas su udruženi s plemenom Kyuquot pod službenim nazivom Ka:'yu:'k't'h'/Che:k:tles7et'h' First Nations. 
Za razliku od Kyuquota, koji su prema poglavici Maquinna, miroljubivo pleme, Checleseti su sušta suprotnost, i u kontrastu njima važe za strahovite ratnike. 
Plemena Kyuquot i Checleset tisućama godina ovdje žive i ribare, a tradicionalna zemlja što je Checleseti nastanjuju prostire se od zapadnog dijela otoka Spring Island i preko Checleset Baya do podnožja planina poluotoka Brooks. 
Brojno stanje Checleseta bilo je oko 1,200, a Kyuquota 2,000, i bili su nekad najbrojnije Nootka pleme. 

## Vanjske poveznice
- Kyuquot Sound  Arhivirana inačica izvorne stranice od 22. listopada 2006. (Wayback Machine)
- Chickliset  Arhivirana inačica izvorne stranice od 8. lipnja 2011. (Wayback Machine)